# Sainte-Austreberthe, Seine-Maritime
Sainte-Austreberthe är en kommun i departementet Seine-Maritime i regionen Normandie i norra Frankrike. Kommunen ligger i kantonen Pavilly som tillhör arrondissementet Rouen. År 2022 hade Sainte-Austreberthe 664 invånare.

## Befolkningsutveckling
Antalet invånare i kommunen Sainte-Austreberthe
| Referens: INSEE |